# Cerodrillia thea
Cerodrillia thea is een slakkensoort uit de familie van de Drilliidae. De wetenschappelijke naam van de soort is voor het eerst geldig gepubliceerd in 1884 door Dall.